# Lara Schützsack
Lara Schützsack (* 1981 in Hamburg) ist eine deutsche Autorin mit den Schwerpunkten Kinder- und Jugendliteratur sowie Drehbuch.

## Leben und Wirken
Lara Schützsack studierte an der Universität Potsdam Germanistik, Allgemeine und Vergleichende Literaturwissenschaften sowie Amerikanische Literatur und Kultur und im Anschluss daran an der Deutschen Film- und Fernsehakademie Berlin das Fachgebiet Drehbuch.
Sie wirkte in zwei mehrfach preisgekrönten Filmen mit, in Die fetten Jahre sind vorbei (2004) als Kleindarstellerin und sie verfasste für Draußen ist Sommer (2012) zusammen mit Friederike Jehn das Drehbuch.
Von ihren bislang drei erschienenen Buchtiteln für Kinder und Jugendliche wurde bereits das erste Und auch so bitterkalt (2014) gleich mehrfach ausgezeichnet, ins Dänische übersetzt und vom Schauspiel Hannover dramatisiert.
Lara Schützsack lebt und arbeitet in Berlin.

## Auszeichnungen
- 2014: Ulla-Hahn-Autorenpreis der Stadt Monheim am Rhein für Und auch so bitterkalt
- 2014: Oldenburger Kinder- und Jugendbuchpreis für Und auch so bitterkalt
- 2019: Korbinian – Paul-Maar-Preis für Sonne, Moon und Sterne
- 2019: LesePeter September für Sonne, Moon und Sterne[2]
- 2019: Zürcher Kinderbuchpreis für Sonne, Moon und Sterne[3]

## Bibliografie
- Und auch so bitterkalt. Jugendroman. Fischer KJB, Frankfurt a. M. 2014. ISBN 978-3-596-85619-0; Fischer Taschenbuch 2016. ISBN 978-3-596-81214-1.

Hvaler under isen. Übersetzt ins Dänische von Jacob Jonia. Turbine, Aarhus 2015. ISBN 978-87-406-0459-7.
- Sonne, Moon und Sterne. Kinderbuch. Illustrationen: Regina Kehn. FISCHER Sauerländer, Frankfurt a. M. 2019. ISBN 978-3-7373-5622-0.
- Tilda, ich und der geklaute Dracula. Kinderbuch. Vignetten: Regina Kehn. FISCHER Sauerländer, Frankfurt a. M. 2019. ISBN 978-3-7373-5650-3.

## Dramatisierung
- Und auch so bitterkalt. Bühnenfassung Junges DT. Zus. mit Jenke Nordalm u. Juliane Grebin. Deutsches Theater, Berlin 2014.[4] Uraufführung: 13. November 2015 im Schauspiel Hannover (Ballhof zwei), Regie: Paulina Neukampf.[5]

## Filmografie
- Darstellerin in der Rolle: Peters Bekannte: Die fetten Jahre sind vorbei. Regie: Hans Weingartner. 2004.
- Drehbuch zu Klang der Stille. Regie: Friederike Jehn. Polarlicht Filmproduktion, Berlin (Koprod.: C-Films, Zürich) 2010.
- Drehbuch zu Draußen ist Sommer. Regie: Friederike Jehn. 2012.